# Atraphaxis ariana
Atraphaxis ariana är en slideväxtart som först beskrevs av Grigorj., och fick sitt nu gällande namn av T.M.Schust. & Reveal. Atraphaxis ariana ingår i släktet Atraphaxis och familjen slideväxter. Inga underarter finns listade i Catalogue of Life.